# Alex Haley
Œuvres principales
- Racines

Alexander Murray Palmer Haley, né le 11 août 1921 à Ithaca et mort le 10 février 1992 à Seattle, est un écrivain américain. Il est connu notamment pour sa collaboration à l'autobiographie de Malcolm X et pour son roman Racines.

## Biographie
Né en 1921, Alex Haley  est le fils de Simon Alexander Haley, un professeur d'université, et de Bertha George (Palmer) Haley, une institutrice. Après ses études secondaires, à l'âge de 15 ans, il suit des classes de préparation pour entrer à l'université, mais, en 1939, décide d'interrompre ses études pour s'engager dans les gardes côtes des États-Unis (United States Coast Guard.), il commence par l'humble poste de commis de cuisine (messboy). C'est pendant cette période qu'il commence à écrire des nouvelles. Après 20 ans d'armée il prend sa retraite et entame une carrière d'auteur.
Il collabore avec plusieurs magazines, dont Playboy, au sein duquel il a inauguré la rubrique "Playboy interview". Ses entretiens perspicaces et détaillés sont remarqués, et les interviews de Malcolm X le mènent à son premier livre, L'Autobiographie de Malcolm X. Ce travail traduit en huit langues a fait d'Alex Haley un auteur réputé, et lui a valu la célébrité.

## La genèse deRacines
Parallèlement, dès 1964, les histoires familiales qu'Alex Haley avaient entendues dans sa jeunesse le poussent à étudier son ascendance maternelle, d'origine africaine. Haley conduit sa recherche dans la bibliothèque du Congrès et en Grande-Bretagne, où les compagnies maritimes affrétaient les convois esclavagistes. Il consulte des linguistes pour mieux connaître la langue du pays dont il pense être originaire - la Gambie.
S'étant rendu au petit village de Juffureh, en Gambie, il rencontre un griot. Celui-ci lui donne un exposé oral de l'histoire tribale de Mandinka sur sept générations, jusqu'à l'histoire du jeune Kunta Kinte guerrier mandingue musulman qui s'est fait piéger dans la forêt en recherchant du bois pour faire un tambour.
Pour son voyage de retour aux États-Unis, Alex Haley réserve une place sur un cargo, pour essayer de comprendre ce qu'a pu ressentir son ancêtre pendant le voyage de trois mois vers l'Amérique. Pendant dix nuits, il a dormi entre les balles de caoutchouc cru dans la cale du bateau. Il a essayé de conceptualiser ce que devait être la vie dans ces conditions, au milieu de cadavres et d'ordures, avec plus de cent autres êtres humains. Douze ans après le début de ses recherches, en 1976, Alex Haley publie son roman Racines.

## Palmarès et récompenses
Alex Haley remporte le prix national du livre aux États-Unis (National Book Award) 1976 pour "Racines". En 1977, il reçoit le prix Pulitzer, ainsi que la médaille Spingarn de l'Association Nationale pour l'amélioration des conditions des gens de couleur. Le livre s'est vendu à plus de 1,6 million d'exemplaires dans les six premiers mois qui suivirent sa publication. Il a été traduit en 37 langues.
En 1978, l'État du Tennessee classe la maison natale de Haley, là où il puisa son inspiration pour rédiger Racines, et il en fait le premier site historique d'État consacré aux Afro-Américains. Connue aussi sous le nom de W. E. Palmer house (du nom du grand-père paternel de Haley), elle se trouve dans la petite ville de Henning, comté de Lauderdale. Elle abrite un musée consacré à Haley, et c'est dans son jardin que l'écrivain est enseveli.
En 1989, Alex Haley a reçu un titre honorifique de l'académie des garde-côtes, pour la première fois décerné à un homme de couleur. Il fut par ailleurs membre de l'Académie du royaume du Maroc.

## Controverse autour deRacines
Si 1977 fut l'année de la consécration pour Haley, (Prix Pulitzer, médaille Spingarn de la NAACP (National Association for the Advancement of Colored People), sa notoriété fut ternie dès 1978 par des accusations de plagiat. À l'issue de son procès, Haley accepta un arrangement à l'amiable et versa 650 000 dollars à Harold Courlander, admettant avoir repris de larges passages de son livre The African dans Racines. Haley affirma que son appropriation des passages litigieux n'avait pas été intentionnelle. En 1988, Margaret Walker le poursuivit à son tour accusant Racines de violer les droits d'auteur de son roman Jubilee. Sa plainte fut rejetée par le tribunal.

## Œuvres
- The Autobiography of Malcolm X (1965), paru en France en 1965 et réédité en 1993, à l'occasion de la sortie du film, sous le titre L'Autobiographie de Malcolm X (Grasset, et en poche chez Pocket).
- Roots: The Saga of an American Family (1976), paru en France sous le titre Racines.
- A Different Kind of Christmas (1988)
- Queen: The Story of an American Family (1993), dont fut tiré l'adaptation télévisée dramatique Queen par John Erman, dans lequel le rôle de Alex Haley est joué par Danny Glover (disponible en DVD)
- Mama Flora's Family (1998)

## Liens articles connexes
- Littérature noire américaine
- Black Arts Movement
- National Association for the Advancement of Colored People

### Sources
- (en) Cet article est partiellement ou en totalité issu de l’article de Wikipédia en anglais intitulé « Alex Haley » (voir la liste des auteurs).

- Notices d'autorité :   - VIAF
  - ISNI
  - BnF (données)
  - IdRef
  - LCCN
  - GND
  - Italie
  - Japon
  - CiNii
  - Espagne
  - Belgique
  - Pays-Bas
  - Pologne
  - Israël
  - NUKAT
  - Catalogne
  - Australie
  - Norvège
  - WorldCat